# Jorge Posada
Jorge Rafael Posada Villeta (San Juan, 17 de agosto de 1970) é um ex-jogador porto-riquenho de beisebol. Ele jogou por toda a sua carreira na Major League Baseball pelo New York Yankees, de 1995 até 2011. Era catcher.
Posada é considerado um dos melhores receptores na história do Yankees, junto com Bill Dickey, Yogi Berra, Elston Howard e Thurman Munson. É o único receptor a já bater 33% ou mais com 40 duplas, 20 home runs e 85 RBIs numa temporada; ele e Yogi Berra são os únicos receptores do Yankees a bater 30 home runs numa temporada. Desde 2000, Posada tem mais corridas impulsionadas, de longe, que qualquer outro receptor no beisebol (603). Já participou de seis Jogos das Estrelas.
Em 2007, Posada teve a melhor temporada de sua carreira, batendo .338 com 20 home runs e 90 RBIs. Em 12 de novembro, ele renovou seu contrato com o Yankees por 4 anos/US$ 52 mi. Em 2011, ele anuncou sua aposentadoria.

## Estatísticas
- Campeão da World Series em 1996, 1998, 1999, 2000, 2009;
- 5x selecionado para o All-Star Game (2000, 2001, 2002, 2003, 2007);